# شورش‌های نایل مرزوق
مجموعه‌ای از ناآرامی‌های مدنی در فرانسه در ۲۷ ژوئن ۲۰۲۳ پس از کشته شدن ناهل مرزوق آغاز شد. در نانتر، ساکنان در ۲۷ ژوئن تظاهراتی را در خارج از مقر پلیس آغاز کردند که بعداً به شورش تبدیل شد، زیرا تظاهرکنندگان ماشین‌ها را آتش زدند، ایستگاه‌های اتوبوس را نابود و به سمت پلیس مواد آتش بازی شلیک کردند. در ویری شاتیون، درست در جنوب پاریس، گروهی از جوانان بنا به گزارش‌ها یک اتوبوس را به آتش کشیدند.
در مانت-اژولی، شهری در ۴۰ کیلومتری شمال غربی پاریس، تالار شهر پس از بمبارانی آتش‌زا در شب ۲۷ ژوئن به آتش کشیده شد و تا ساعت ۳:۱۵ (CEST) در آتش سوخت. درگیری‌ها در طول شب در سراسر فرانسه از جمله تولوز و لیل ادامه یافت. ناآرامی در اسنیر، کلمب، سورسنس، اوبرویلیرز، کلیشی سو-بوآ و مانت لا جولی نیز گزارش شده‌است.
تا ۲۹ ژوئن، بیش از ۱۵۰ نفر دستگیر، ۲۴ افسر مجروح شدند و ۴۰ خودرو به آتش کشیده شدند از ترس ناآرامی بیشتر، جرالد دارونین، وزیر کشور فرانسه، ۱۲۰۰ پلیس ضد شورش و ژاندارم را در پاریس و اطراف آن به کار گرفت که بعداً ۲۰۰۰ نفر دیگر نیز اضافه شد. در ۲۹ ژوئن، درمانین اعلام کرد که دولت ۴۰۰۰۰ افسر را در سراسر کشور مستقر خواهد کرد.
در ۲۹ ژوئن، راهپیمایی بیداری در نانتر به یاد مرزوک برگزار شد.با ادامه شورش‌ها و درگیری‌های سراسری در فرانسه، امانوئل ماکرون رئیس‌جمهور این کشور سفر از قبل برنامه‌ریزی شده خود را به آلمان به تعویق انداخت.

## زمینه

### کشتن ناهل مرزوک
در ۲۷ ژوئن ۲۰۲۳، تقریباً ساعت ۷:۵۵ صبح به ساعت تابستانی اروپای مرکزی، دو افسر یک مرسدس-آام‌گ با پلاک لهستانی را دیدند که در امتداد خط اتوبوس در بلوار ژاک-ژرمن-سوفلوت در هاوتز-د-سن، ایل-دو-فرانس به سمت ایستگاه راه‌آهن نانتر-دانشگاه حرکت می‌کرد. افسران پلیس ناهل مرزوک راننده را تهدید کردند و یک افسر در ساعت ۸:۱۶ تیراندازی کرد. دو سرنشین خودرو در ساعت ۸:۱۹ متواری شدند. مرگ مرزوک در ساعت ۹:۱۵ صبح اعلام شد

### ناآرامی‌های مدنی مرتبط با پلیس
شورش‌های سال ۲۰۰۵ فرانسه در واکنش به مرگ دو پسر مسلمان بر اثر برق گرفتگی در حالی که از ترس پلیس در یک پست برق پنهان شده بودند، روی داد. نخست‌وزیر وقت دومینیک دو ویلپن و وزیر کشور نیکلا سارکوزی این مسئله را مطرح کردند که این پسران دزد هستند، که برای آرام کردن اوضاع کمک چندانی در برنداشت. ژاک شیراک وضعیت اضطراری اعلام کرد، اعتراضات سه هفته به طول انجامید و بیش از ۴۰۰۰ نفر دستگیر شدند.
در سال ۲۰۱۶، مرگ آداما ترائوره اعتراضات را برانگیخت. خواهر او، آسا ترائوره، به نیروی محرکه جنبش زندگی سیاه‌پوستان مهم است بدل گشت و کمپین او بخشی از تظاهرات جرج فلوید در فرانسه شد.

### خشونت پلیس در فرانسه
اعتراضات جلیقه زردها در سال 2018 و پرونده قضایی ۲۰۲۳ و تحقیقات پلیس ملی فرانسه در مورد افراط و تفریط‌های خشونت‌آمیز ادعایی BRAV-M (تیپ موتور سیکلت که برای مهار غارت و اقدامات خشونت‌آمیز در حاشیه اعتراضات علیه اصلاحات بازنشستگی استفاده می‌شد) منجر به افزایش درک عمومی از خشونت پلیس در این کشور شد. افکار عمومی نیز در سال ۲۰۲۰ با فیلم پربیننده خشونت پلیس علیه مایکل زکلر بسیار شوکه شده‌بود، در طی آن فیلم یک تهیه‌کننده موسیقی سیاه‌پوست، به دلیل استفاده نکردن از ماسک صورت مورد خشونت پلیس واقع شده بود.

### تفتیش نژادی
ادعای تفتیش نژادی در توقف‌های ترافیکی و بررسی هویت افراد رنگین‌پوست یک موضوع تکراری بوده‌است. در سال ۲۰۱۶، دادگاه تجدید نظر علیه دولت فرانسه در مورد تفتیش نژادی، حکم داد که این عمل تبعیض آمیز است. بر این اساس، در اکتبر ۲۰۲۰، یک دادگاه مدنی پاریس به ۱۱ شاکی که از دولت فرانسه به دلیل خشونت پلیس، بررسی هویت ناموجه و دستگیری‌های نادرست رسیدگی و جریمه ۵۸۵۰۰ یورویی تعیین کرد.

### قانون ۲۰۱۷ در مورد توقف ترافیکی
پارلمان فرانسه قانونی را تصویب کرد که به پلیس اجازه می‌دهد در صورتی که راننده، مسافران یا رهگذران را در معرض خطر قرار دهد، به سمت خودرویی که از ایستگاه ترافیکی فرار می‌کند تیراندازی کند. این قانون منجر به مرگ ۱۳ نفر در سال ۲۰۲۲ شد که ۶ مورد بیشتر از سال قبل است.

## اعتراض و شورش

### متروپولیتن فرانسه
شورش‌هایی پس از مرگ مرزوک در نانتر گزارش شد. این مرگ فیلمبرداری شده بود و پخش تصاویرش به شورش‌ها دامن زد. شورش‌هایی در نانتر رخ داد که در آن یک پسر بچه کشته شد. در پاریس نیز تظاهراتی برگزار گردید. آشوبگران به سمت پلیس ترقه پرتاب کردند، خودروها، ایستگاه‌های اتوبوس، سطل‌های زباله و یک مدرسه موسیقی را به آتش کشیدند. در نزدیکی خیابان‌ها نیز آتش روشن کردند. این شورش تا روز بعد در نانتر و مناطق دیگر، از جمله کلیشی سو-بوآ، کلمب، و روبا ادامه داشت. تا پایان روز، حداقل ۲۰ افسر پلیس مجروح گردیدند، ۱۰ خودرو پلیس آسیب دیدند و ۳۱ نفر دستگیر شدند. در واکنش به شورش‌ها، فرانسه ۲۰۰۰ افسر پلیس و سرباز ژاندارمری را برای مقابله با شیوع این بیماری مستقر کرد.
در ۲۸ ژوئن، شورش‌هایی در آمیان، دیژون، لیون، لیل، سنت اتین، کلرمون فران، استراسبورگ گزارش شد که نشان می‌داد ناآرامی‌ها فراتر از منطقه شهری پاریس نیز گسترش یافته. رسانه‌های فرانسوی از حوادث متعددی در اطراف منطقه پاریس بزرگ خبر دادند. گزارش‌هایی مبنی بر پرتاب ترقه‌های آتش بازی در تالار شهر مونتروی که در حاشیه شرقی پاریس قرار دارد، وجود دارد. زندان فرنس نیز هدف شلیک وسایل آتش بازی قرار گرفت. در تولوز، آتش‌سوزی و درگیری بین ۱۰۰ تظاهرکننده و پلیس در منطقه رینری منجر به دستگیری ۱۳ نفر و سوختن ۲۰ خودرو شد. حملاتی به ۲۷ پاسگاه پلیس ملی (شامل ۷ با آتش زدن)، ۴ پادگان ژاندارمری، ۱۴ پاسگاه پلیس شهرداری (شامل ۱۰ ایستگاه توسط آتش زدن)، ۸ تالار شهر، ۶ مدرسه و ۶ ساختمان عمومی گزارش شده‌است. درگیری و آتش زدن وسایل نقلیه در نانتر ادامه یافت. ایستگاه‌های پلیس در سورسنس، بایوس کلمبس و جنه‌ویلیرز و همچنین ایستگاه‌های پلیس شهری در مدون مورد حمله قرار گرفتند. چند کتابخانه به آتش کشیده شد، یک ماشین ساختمانی در کلیشی سو-بوآس و یک مدرسه در پوتو و یک تراموا در کلامارت نیز به آتش زده شدند. غارت در کلمبز گزارش شد و تالارهای شهر در مودون و -شاتنه-ملبری مورد حمله قرار گرفتند. در مجموع بیش از ۹۰ ساختمان عمومی مورد هدف حمله واقع شدند. در پاریس، درگیری‌ها در منطقه ۱۸ و ۱۹ شروع شد، در حالی که آتش‌سوزی در منطقه ۱۵ نیز مشاهده گردید. در سراسر کشور، حداقل ۱۵۰ نفر دستگیر شدند، ۱۷۰ افسر پلیس مجروح شدند و ۶۰۹ خودرو به اضافه ۱۰۹ ساختمان آسیب دیدند.
در ۲۹ ژوئن، بیش از ۶۲۰۰ نفر در راهپیمایی در حمایت از خانواده مرزوک در نانتر شرکت کردند. تا غروب تنش‌ها بالا گرفت و نیروهای BRI به محل حادثه اعزام شدند. اتوبوس‌ها و ترامواها تا غروب برای جلوگیری از آسیب‌دیدگی کار خود را متوقف کردند و چندین کمون مانند کالمارت، کومپین و سوینیی لو تام مقررات منع رفت و آمد را اجرا کردند و سویگنی له تمپل فقط برای خردسالان منع آمد و شد را اجرا کرد. بنا بر گزارش‌ها، معترضان در مارسی به سمت پلیس مواد آتش بازی پرتاب کردند. در نانتر، آشوبگران بنای یادبود شهدای تبعید را که به یاد قربانیان هولوکاست در ویشی فرانسه علم شده بود را تخریب کردند. بر اساس گزارش‌ها، یک خودرو به فروشگاه لیدی در نانت اصابت کرد، و پس از آن فروشگاه مذکور تخریب و غارت شد. همچنین گزارش‌هایی از آتش زدن تالار شهر کلیشی سو-بوآس توسط معترضان وجود دارد. در سراسر کشور، ۸۷۵ نفر در شب ۲۹ ژوئن دستگیر شدند
در ۳۰ ژوئن شورشیان در مارسی بزرگ‌ترین کتابخانه عمومی شهر، موسوم به: (Bibliothèque l'Alcazar) را هدف حمله قرار دادند. سیستم امنیتی کتابخانه مانع از ورود آشوبگران شد. با این حال، عمارت شیشه‌های شکسته و آسیب‌های آتش‌سوزی را متحمل شد. جرالد دارونین، وزیر کشور، دستور توقف تمام اتوبوس‌ها و ترامواها در سراسر کشور را از ساعت ۲۱:۰۰ داده‌است. رئیس‌جمهور امانوئل ماکرون، سفر برنامه‌ریزی شده به آلمان را جهت رسیدگی به این موضوع لغو کرد، زیرا از او به دلیل حضورش در کنسرت در جریان بحران جاری انتقاد شد.

### سرزمینهای خارج از خاک اصلی فرانسه
در گویان فرانسه، اعتراضات در حمایت از اعتراضات داخل خاک فرانسه آغاز شد. یک نفر نیز جان باخت.

### بین‌المللی
اعتراضات به بروکسل، پایتخت بلژیک نیز گسترش یافت، جایی که ناآرامی‌ها منجر به دستگیری ده‌ها نفر شد.

## واکنش‌ها
در همان سخنرانی که مکرون اقدامات پلیس را محکوم کرد، او همچنین خواستار رفتار صلح آمیز معترضان شد. مکرون از والدین خواست تا بر فرزندان خود در این راستا تأثیر بگذارند. او از رسانه‌های اجتماعی که ویدیوهایی از درگیری‌های شهری را تبلیغ می‌کردند انتقاد و از خشونت در بازی‌های ویدیویی که به گفته او برخی از نوجوانان را «مست» کرده بود، شکایت داشت. وزارت کشور خواستار آرامش پس از اولین روز ناآرامی شد. پاتریک جاری، شهردار نانتر، اگرچه نسبت به این ویدئو ابراز «شوک» کرد، در یک کنفرانس خبری در ۲۸ ژوئن اعلام کرد که استان «یکی از بدترین روزهای تاریخ خود» را پشت سر گذاشته‌است و از شهروندان خواست تا «این مارپیچ مخرب را متوقف کنند» و افزود که «ما خواهان عدالت برای مرزوک هستیم، آن را از طریق بسیج مسالمت آمیز به دست خواهیم آورد.»
بر اساس تحلیل بی‌بی‌سی، سیزده مورد مرگ مربوط به خودداری از تسلیم شدن در توقف‌های ترافیکی در سال گذشته، همراه با تأثیرات شتاب‌دهنده رسانه‌های اجتماعی، خاطره ناآرامی‌های سال ۲۰۰۵ را به دلیلی کلیدی برای واکنش سریع و ملاحظه‌گرانه مکرون و تشکیلات سیاسی فرانسه به این موضوع بود. در دوران ریاست جمهوری او، خشونت شهری قابل توجهی در حاشیه اعتراضات جلیقه زردها و اعتراضات ناشی از اصلاحات سیستم بازنشستگی فرانسه وجود داشته‌است.